# Ylä-Pieksä
Ylä-Pieksä eller Ylä Pieksänjärvi är en sjö i Finland. Den ligger i kommunen Kuopio (före 2017 även i dåvarande Juankoski kommun) i landskapet Norra Savolax, i den centrala delen av landet, 400 km nordost om huvudstaden Helsingfors. Ylä-Pieksä ligger 94,2 meter över havet. I omgivningarna runt Ylä-Pieksä växer i huvudsak blandskog. Den är 9,83 meter djup. Arean är 3,44 kvadratkilometer och strandlinjen är 23,38 kilometer lång. Sjön  ingår i Vuoksens huvudavrinningsområde. 